# Verein für Bewegungsspiele Stuttgart 1893 1999-2000
Questa voce raccoglie le informazioni riguardanti il Verein für Bewegungsspiele Stuttgart 1893 nelle competizioni ufficiali della stagione 1999-2000.

## Stagione
Nella stagione 1999-2000 lo Stoccarda, allenato da Ralf Rangnick, concluse il campionato di Bundesliga all'8º posto. In Coppa di Germania lo Stoccarda fu eliminato ai quarti di finale dall'Hansa Rostock.

## Rosa
| N. |                                | Ruolo | Calciatore         |
| -- | ------------------------------ | ----- | ------------------ |
| 1  | Austria (bandiera)             | P     | Franz Wohlfahrt    |
| 2  | Germania (bandiera)            | D     | Jens Keller        |
| 4  | Germania (bandiera)            | D     | Thomas Berthold    |
| 5  | Brasile (bandiera)             | D     | Bordon             |
| 6  | Guinea (bandiera)              | C     | Pablo Thiam        |
| 7  | Serbia e Montenegro (bandiera) | C     | Kristijan Đorđević |
| 8  | Germania (bandiera)            | C     | Jens Todt          |
| 9  | Rep. Ceca (bandiera)           | A     | Pavel Kuka         |
| 10 | Bulgaria (bandiera)            | C     | Krasimir Balăkov   |
| 11 | Romania (bandiera)             | A     | Ioan Ganea         |
| 12 | Germania (bandiera)            | C     | Heiko Gerber       |
| 14 | Germania (bandiera)            | D     | Thomas Schneider   |
| 15 | Macedonia del Nord (bandiera)  | D     | Mitko Stojkovski   |
| 16 | Sudafrica (bandiera)           | C     | Bradley Carnell    |
| 17 | Germania (bandiera)            | C     | Timo Rost          |
| 18 | Italia (bandiera)              | C     | Giuseppe Catizone  |

| N. |                                | Ruolo | Calciatore         |
| -- | ------------------------------ | ----- | ------------------ |
| 19 | Macedonia del Nord (bandiera)  | A     | Srdjan Zaharievski |
| 20 | Croazia (bandiera)             | C     | Zvonimir Soldo     |
| 21 | Germania (bandiera)            | D     | Jochen Endreß      |
| 22 | Ungheria (bandiera)            | C     | Krisztián Lisztes  |
| 23 | Egitto (bandiera)              | A     | Ahmed Hosny        |
| 24 | Germania (bandiera)            | D     | Martin Spanring    |
| 25 | Germania (bandiera)            | P     | Achim Hollerieth   |
| 27 | Serbia e Montenegro (bandiera) | A     | Sreto Ristić       |
| 28 | Germania (bandiera)            | P     | Eberhard Trautner  |
| 29 | Germania (bandiera)            | D     | Thomas Kies        |
| 30 | Germania (bandiera)            | P     | Timo Hildebrand    |
| 32 | Germania (bandiera)            | C     | Rüdiger Kauf       |
| 33 | Portogallo (bandiera)          | C     | Roberto Pinto      |
| 35 | Grecia (bandiera)              | A     | Giannīs Amanatidīs |
| 36 | Sudafrica (bandiera)           | A     | Sean Dundee        |
| 37 | Brasile (bandiera)             | A     | Didi               |

## Organigramma societario
Area tecnica
- Allenatore: Ralf Rangnick
- Allenatore in seconda:
- Preparatore dei portieri: Jochen Rücker
- Preparatori atletici: Gerhard Wörn

## Calciomercato

### Sessione estiva
| Acquisti | Acquisti           | Acquisti       | Acquisti |
| R.       | Nome               | da             | Modalità |
| -------- | ------------------ | -------------- | -------- |
| D        | Bordon             | San Paolo      |          |
| A        | Didi               | Corinthians    |          |
| A        | Sean Dundee        | Liverpool      |          |
| A        | Ioan Ganea         | Rapid Bucarest |          |
| C        | Heiko Gerber       | Norimberga     |          |
| P        | Achim Hollerieth   | Uerdingen 05   |          |
| A        | Pavel Kuka         | Norimberga     |          |
| C        | Jens Todt          | Werder Brema   |          |
| A        | Srdjan Zaharievski | Sileks Kratovo |          |

| Cessioni | Cessioni           | Cessioni            | Cessioni |
| R.       | Nome               | a                   | Modalità |
| -------- | ------------------ | ------------------- | -------- |
| A        | Jonathan Akpoborie | Wolfsburg           |          |
| A        | Alexander Blessin  | Kickers Stoccarda   |          |
| A        | Fredi Bobic        | Borussia Dortmund   |          |
| A        | Nico Frommer       | Borussia M'gladbach |          |
| D        | Kai Oswald         | Hansa Rostock       |          |
| D        | Frank Verlaat      | Ajax                |          |
| C        | Michael Zeyer      | Duisburg            |          |
| P        | Marc Ziegler       | Arminia Bielefeld   |          |

### Sessione invernale
| Acquisti | Acquisti | Acquisti | Acquisti |
| R.       | Nome     | da       | Modalità |
| -------- | -------- | -------- | -------- |

| Cessioni | Cessioni       | Cessioni   | Cessioni |
| R.       | Nome           | a          | Modalità |
| -------- | -------------- | ---------- | -------- |
| C        | Thorsten Legat | Schalke 04 |          |

## Risultati

### Bundesliga

#### Girone di andata
| Stoccarda 14 agosto 1999, ore 15:30 CEST 1ª giornata | Stoccarda | 0 – 0 referto | Werder Brema | Gottlieb-Daimler-Stadion (33 000 spett.)\| Arbitro: \| Dardenne \| |
| Arbitro:                                             | Dardenne  |               |              |                                                                    |

| Arbitro: | Jansen |

|                                        |           |  |
| Cardoso 5’ Butt 55’ (rig.), 79’ (rig.) | Marcatori |  |

| Arbitro: | Heynemann |

|           |           |                        |
| Soldo 26’ | Marcatori | 44’ Ponte 77’ Beinlich |

| Arbitro: | Krug |

|                      |           |  |
| Rraklli 27’ Kögl 62’ | Marcatori |  |

| Arbitro: | Berg |

|                                              |           |                        |
| Bordon 18’ Ganea 44’, 75’ Tøfting 77’ (aut.) | Marcatori | 30’ Hirsch 59’ Beierle |

| Arbitro: | Fröhlich |

|  |           |                    |
|  | Marcatori | 75’ (rig.) Balăkov |

| Arbitro: | Steinborn |

|  |           |             |
|  | Marcatori | 47’ Balăkov |

| Arbitro: | Merk |

|  |           |                       |
|  | Marcatori | 70’ Kamphuis 85’ Sand |

| Arbitro: | Wack |

|          |           |             |
| Wosz 29’ | Marcatori | 81’ Carnell |

| Arbitro: | Heynemann |

|  |           |             |
|  | Marcatori | 25’ Hristov |

| Arbitro: | Fleischer |

|  |           |                      |
|  | Marcatori | 38’ Gerber 90’ Hosny |

| Arbitro: | Krug |

|                       |           |  |
| Dundee 16’ Gerber 82’ | Marcatori |  |

| Arbitro: | Berg |

|  |           |                        |
|  | Marcatori | 20’ Lisztes 76’ Dundee |

| Arbitro: | Steinborn |

|           |           |                                     |
| Thiam 64’ | Marcatori | 33’ Schroth 54’ Zelić 83’ Borimirov |

| Arbitro: | Aust |

|           |           |            |
| Bobic 23’ | Marcatori | 26’ Dundee |

| Arbitro: | Keßler |

|                          |           |               |
| Ganea 54’, 62’ Pinto 73’ | Marcatori | 70’ Arvidsson |

| Arbitro: | Kemmling |

|           |           |                 |
| Böhme 60’ | Marcatori | 75’, 82’ Dundee |

#### Girone di ritorno
| Arbitro: | Wack |

|                      |           |             |
| Trares 6’ Herzog 13’ | Marcatori | 68’ Lisztes |

| Arbitro: | Krug |

|            |           |                                |
| Endreß 69’ | Marcatori | 65’, 68’ Yeboah 89’ Mahdavikia |

| Arbitro: | Fröhlich |

|          |           |  |
| Rink 69’ | Marcatori |  |

| Arbitro: | Wagner |

|  |           |                            |
|  | Marcatori | 67’ Rraklli 86’ Zimmermann |

| Arbitro: | Meyer |

|             |           |                             |
| Beierle 24’ | Marcatori | 26’, 43’ Balăkov 84’ Dundee |

| Arbitro: | Aust |

|                         |           |  |
| Balăkov 50’ Lisztes 69’ | Marcatori |  |

| Arbitro: | Merk |

|  |           |                       |
|  | Marcatori | 60’ Yang 80’ Gebhardt |

| Arbitro: | Berg |

|                             |           |  |
| Mpenza 58’, 76’ Wałdoch 80’ | Marcatori |  |

| Arbitro: | Fleischer |

|            |           |  |
| Dundee 61’ | Marcatori |  |

| Arbitro: | Heynemann |

|               |           |                               |
| Djorkaeff 26’ | Marcatori | 28’ Dundee 77’ (rig.) Balăkov |

| Arbitro: | Fandel |

|                   |           |                                                    |
| Kuka 8’ Soldo 30’ | Marcatori | 10’, 67’, 84’ Akpoborie 22’ Juskowiak 90’ Sebescen |

| Arbitro: | Krug |

|             |           |           |
| Leandro 71’ | Marcatori | 3’ Bordon |

| Arbitro: | Merk |

|           |           |  |
| Ganea 81’ | Marcatori |  |

| Arbitro: | Jansen |

|            |           |           |
| Häßler 89’ | Marcatori | 84’ Hosny |

| Arbitro: | Fröhlich |

|           |           |                         |
| Thiam 47’ | Marcatori | 28’ Kohler 90’ Herrlich |

| Arbitro: | Wack |

|                  |           |                                           |
| Soldo 78’ (aut.) | Marcatori | 6’ Ganea 21’ Gerber 46’ Lisztes 67’ Pinto |

| Arbitro: | Stark |

|                               |           |                                            |
| Thiam 6’ Gerber 15’ Ganea 38’ | Marcatori | 43’ Meißner 58’ Labbadia 76’ Weissenberger |

### Coppa di Germania
| Arbitro: | Aust |

|  |           |                                          |
|  | Marcatori | 32’ Ristić 41’ (aut.) Peters 52’ Lisztes |

| Arbitro: | Koop |

|  |           |           |
|  | Marcatori | 36’ Hosny |

| Arbitro: | Wack |

|                                    |           |  |
| Ganea 37’, 63’ Pinto 52’ Hosny 90’ | Marcatori |  |

| Arbitro: | Krug |

|                    |           |            |
| Arvidsson 16’, 37’ | Marcatori | 18’ Dundee |

## Statistiche

### Statistiche di squadra
| Competizione      | Punti | In casa | In casa | In casa | In casa | In casa | In casa | In trasferta | In trasferta | In trasferta | In trasferta | In trasferta | In trasferta | Totale | Totale | Totale | Totale | Totale | Totale | DR |
| Competizione      | Punti | G       | V       | N       | P       | Gf      | Gs      | G            | V            | N            | P            | Gf           | Gs           | G      | V      | N      | P      | Gf     | Gs     | DR |
| ----------------- | ----- | ------- | ------- | ------- | ------- | ------- | ------- | ------------ | ------------ | ------------ | ------------ | ------------ | ------------ | ------ | ------ | ------ | ------ | ------ | ------ | -- |
| Bundesliga        | 48    | 17      | 6       | 2       | 9       | 22      | 28      | 17           | 8            | 4            | 5            | 22           | 19           | 34     | 14     | 6      | 14     | 44     | 47     | -3 |
| Coppa di Germania | -     | 1       | 1       | 0       | 0       | 4       | 0       | 3            | 2            | 0            | 1            | 5            | 2            | 4      | 3      | 0      | 1      | 9      | 2      | +7 |
| Totale            | 48    | 18      | 7       | 2       | 9       | 26      | 28      | 20           | 10           | 4            | 6            | 27           | 21           | 38     | 17     | 6      | 15     | 53     | 49     | +4 |

### Andamento in campionato
| Giornata  | 1 | 2  | 3  | 4  | 5  | 6  | 7 | 8  | 9  | 10 | 11 | 12 | 13 | 14 | 15 | 16 | 17 | 18 | 19 | 20 | 21 | 22 | 23 | 24 | 25 | 26 | 27 | 28 | 29 | 30 | 31 | 32 | 33 | 34 |
| --------- | - | -- | -- | -- | -- | -- | - | -- | -- | -- | -- | -- | -- | -- | -- | -- | -- | -- | -- | -- | -- | -- | -- | -- | -- | -- | -- | -- | -- | -- | -- | -- | -- | -- |
| Luogo     | C | T  | C  | T  | C  | T  | T | C  | T  | C  | T  | C  | T  | C  | T  | C  | T  | T  | C  | T  | C  | T  | C  | C  | T  | C  | T  | C  | T  | C  | T  | C  | T  | C  |
| Risultato | N | P  | P  | P  | V  | V  | V | P  | N  | P  | V  | V  | V  | P  | N  | V  | V  | P  | P  | P  | P  | V  | V  | P  | P  | V  | V  | P  | N  | V  | N  | P  | V  | N  |
| Posizione | 9 | 18 | 18 | 18 | 17 | 13 | 9 | 10 | 12 | 14 | 11 | 8  | 8  | 8  | 8  | 7  | 6  | 7  | 8  | 10 | 11 | 10 | 7  | 8  | 10 | 8  | 7  | 9  | 9  | 9  | 9  | 9  | 8  | 8  |

Legenda:

Luogo: C = Casa; T = Trasferta. Risultato: V = Vittoria; N = Pareggio; P = Sconfitta.

### Statistiche dei giocatori
| Giocatore      | Bundesliga | Bundesliga | Bundesliga  | Bundesliga | Coppa di Germania | Coppa di Germania | Coppa di Germania | Coppa di Germania | Totale   | Totale | Totale      | Totale     |
| Giocatore      | Presenze   | Reti       | Ammonizioni | Espulsioni | Presenze          | Reti              | Ammonizioni       | Espulsioni        | Presenze | Reti   | Ammonizioni | Espulsioni |
| -------------- | ---------- | ---------- | ----------- | ---------- | ----------------- | ----------------- | ----------------- | ----------------- | -------- | ------ | ----------- | ---------- |
| I. Amanatidīs  | 0          | 0          | 0           | 0          | 0                 | 0                 | 0                 | 0                 | 0        | 0      | 0           | 0          |
| K. Balăkov     | 30         | 6          | 1           | 0          | 1                 | 0                 | 0                 | 0                 | 31       | 6      | 1           | 0          |
| T. Berthold    | 23         | 0          | 8           | 1          | 3                 | 0                 | 0                 | 0                 | 26       | 0      | 8           | 1          |
| B. Bordon      | 23         | 2          | 4           | 1          | 2                 | 0                 | 0                 | 0                 | 25       | 2      | 4           | 1          |
| B. Carnell     | 24         | 1          | 3           | 0          | 3                 | 0                 | 0                 | 0                 | 27       | 1      | 3           | 0          |
| G. Catizone    | 5          | 0          | 0           | 0          | 3                 | 0                 | 0                 | 0                 | 8        | 0      | 0           | 0          |
| D. Didi        | 2          | 0          | 0           | 0          | 0                 | 0                 | 0                 | 0                 | 2        | 0      | 0           | 0          |
| S. Dundee      | 28         | 8          | 0           | 0          | 2                 | 1                 | 0                 | 0                 | 30       | 9      | 0           | 0          |
| J. Endreß      | 20         | 1          | 1           | 0          | 0                 | 0                 | 0                 | 0                 | 20       | 1      | 1           | 0          |
| I. Ganea       | 29         | 7          | 8           | 2          | 4                 | 2                 | 0                 | 0                 | 33       | 9      | 8           | 2          |
| H. Gerber      | 29         | 4          | 3           | 0          | 3                 | 0                 | 1                 | 0                 | 32       | 4      | 4           | 0          |
| T. Hildebrand  | 6          | 0          | 0           | 0          | 0                 | 0                 | 0                 | 0                 | 6        | 0      | 0           | 0          |
| A. Hollerieth  | 1          | 0          | 0           | 0          | 1                 | 0                 | 0                 | 0                 | 2        | 0      | 0           | 0          |
| A. Hosny       | 16         | 2          | 0           | 0          | 3                 | 2                 | 1                 | 0                 | 19       | 4      | 1           | 0          |
| R. Kauf        | 2          | 0          | 0           | 0          | 0                 | 0                 | 0                 | 0                 | 2        | 0      | 0           | 0          |
| J. Keller      | 24         | 0          | 8           | 1          | 4                 | 0                 | 2                 | 0                 | 28       | 0      | 10          | 1          |
| T. Kies        | 6          | 0          | 0           | 0          | 0                 | 0                 | 0                 | 0                 | 6        | 0      | 0           | 0          |
| P. Kuka        | 20         | 1          | 2           | 0          | 1                 | 0                 | 0                 | 0                 | 21       | 1      | 2           | 0          |
| K. Lisztes     | 29         | 4          | 5           | 0          | 3                 | 1                 | 1                 | 0                 | 32       | 5      | 6           | 0          |
| R. Pinto       | 27         | 2          | 2           | 0          | 4                 | 1                 | 0                 | 0                 | 31       | 3      | 2           | 0          |
| S. Ristić      | 3          | 0          | 1           | 0          | 3                 | 1                 | 0                 | 0                 | 6        | 1      | 1           | 0          |
| T. Rost        | 0          | 0          | 0           | 0          | 0                 | 0                 | 0                 | 0                 | 0        | 0      | 0           | 0          |
| T. Schneider   | 22         | 0          | 1           | 0          | 3                 | 0                 | 0                 | 0                 | 25       | 0      | 1           | 0          |
| Z. Soldo       | 31         | 2          | 3           | 1          | 4                 | 0                 | 0                 | 0                 | 35       | 2      | 3           | 1          |
| M. Spanring    | 0          | 0          | 0           | 0          | 0                 | 0                 | 0                 | 0                 | 0        | 0      | 0           | 0          |
| M. Stojkovski  | 0          | 0          | 0           | 0          | 0                 | 0                 | 0                 | 0                 | 0        | 0      | 0           | 0          |
| P. Thiam       | 33         | 3          | 8           | 0          | 3                 | 0                 | 0                 | 0                 | 36       | 3      | 8           | 0          |
| J. Todt        | 6          | 0          | 1           | 0          | 1                 | 0                 | 1                 | 0                 | 7        | 0      | 2           | 0          |
| E. Trautner    | 0          | 0          | 0           | 0          | 0                 | 0                 | 0                 | 0                 | 0        | 0      | 0           | 0          |
| F. Wohlfahrt   | 27         | 0          | 4           | 0          | 3                 | 0                 | 0                 | 0                 | 30       | 0      | 4           | 0          |
| S. Zaharievski | 0          | 0          | 0           | 0          | 0                 | 0                 | 0                 | 0                 | 0        | 0      | 0           | 0          |
| K. Đorđević    | 9          | 0          | 1           | 0          | 2                 | 0                 | 0                 | 0                 | 11       | 0      | 1           | 0          |